# Ahmed Alaaeldin
Ahmed Alaaeldin Abdelmotaal, noto semplicemente come Ahmed Alaaeldin (Doha, 31 gennaio 1993), è un calciatore qatariota di origini egiziane, attaccante dell'Al-Gharafa e della nazionale qatariota.

## Statistiche

### Cronologia presenze in nazionale
| Cronologia completa delle presenze e delle reti in nazionale ― Qatar | Cronologia completa delle presenze e delle reti in nazionale ― Qatar | Cronologia completa delle presenze e delle reti in nazionale ― Qatar | Cronologia completa delle presenze e delle reti in nazionale ― Qatar | Cronologia completa delle presenze e delle reti in nazionale ― Qatar | Cronologia completa delle presenze e delle reti in nazionale ― Qatar | Cronologia completa delle presenze e delle reti in nazionale ― Qatar | Cronologia completa delle presenze e delle reti in nazionale ― Qatar |
| Data                                                                 | Città                                                                | In casa                                                              | Risultato                                                            | Ospiti                                                               | Competizione                                                         | Reti                                                                 | Note                                                                 |
| -------------------------------------------------------------------- | -------------------------------------------------------------------- | -------------------------------------------------------------------- | -------------------------------------------------------------------- | -------------------------------------------------------------------- | -------------------------------------------------------------------- | -------------------------------------------------------------------- | -------------------------------------------------------------------- |
| 9-1-2019                                                             | al-'Ayn                                                              | Qatar                                                                | 2 – 0                                                                | Libano                                                               | Coppa d'Asia 2019 - 1º turno                                         | -                                                                    | 85’                                                                  |
| 17-1-2019                                                            | Abu Dhabi                                                            | Arabia Saudita                                                       | 0 – 2                                                                | Qatar                                                                | Coppa d'Asia 2019 - 1º turno                                         | -                                                                    | 83’                                                                  |
| 25-1-2019                                                            | Abu Dhabi                                                            | Corea del Sud                                                        | 0 – 1                                                                | Qatar                                                                | Coppa d'Asia 2019 - Quarti di finale                                 | -                                                                    | 90+5’                                                                |
| 29-1-2019                                                            | Abu Dhabi                                                            | Qatar                                                                | 4 – 0                                                                | Emirati Arabi Uniti                                                  | Coppa d'Asia 2019 - Semifinale                                       | -                                                                    | 86’ 87’                                                              |
| 1-2-2019                                                             | Abu Dhabi                                                            | Giappone                                                             | 1 – 3                                                                | Qatar                                                                | Coppa d'Asia 2019 - Finale                                           | -                                                                    | 90+6’                                                                |
| 6-6-2019                                                             | Brasilia                                                             | Brasile                                                              | 2 – 0                                                                | Qatar                                                                | Amichevole                                                           | -                                                                    | 88’                                                                  |
| 5-9-2019                                                             | Doha                                                                 | Qatar                                                                | 6 – 0                                                                | Afghanistan                                                          | Qual. Mondiali 2022                                                  | -                                                                    | 30’                                                                  |
| 10-9-2019                                                            | Doha                                                                 | Qatar                                                                | 0 – 0                                                                | India                                                                | Qual. Mondiali 2022                                                  | -                                                                    | 70’                                                                  |
| 10-10-2019                                                           | Dacca                                                                | Bangladesh                                                           | 0 – 2                                                                | Qatar                                                                | Qual. Mondiali 2022                                                  | -                                                                    | 81’                                                                  |
| 15-10-2019                                                           | Al Wakrah                                                            | Qatar                                                                | 2 – 1                                                                | Oman                                                                 | Qual. Mondiali 2022                                                  | -                                                                    | 90+2’                                                                |
| 13-11-2020                                                           | Hartberg                                                             | Costa Rica                                                           | 1 – 1                                                                | Qatar                                                                | Amichevole                                                           | -                                                                    | 64’                                                                  |
| 17-11-2020                                                           | Maria Enzersdorf                                                     | Qatar                                                                | 1 – 2                                                                | Corea del Sud                                                        | Amichevole                                                           | -                                                                    | 63’                                                                  |
| 4-12-2020                                                            | Doha                                                                 | Qatar                                                                | 5 – 0                                                                | Bangladesh                                                           | Qual. Mondiali 2022                                                  | -                                                                    | 65’                                                                  |
| 24-3-2021                                                            | Debrecen                                                             | Qatar                                                                | 1 – 0                                                                | Lussemburgo                                                          | Amichevole                                                           | -                                                                    | 65’                                                                  |
| 27-3-2021                                                            | Debrecen                                                             | Qatar                                                                | 2 – 1                                                                | Azerbaigian                                                          | Amichevole                                                           | -                                                                    | 67’                                                                  |
| 17-7-2021                                                            | Houston                                                              | Grenada                                                              | 0 – 4                                                                | Qatar                                                                | Gold Cup 2021 - 1º turno                                             | -                                                                    | 46’                                                                  |
| 20-7-2021                                                            | Houston                                                              | Honduras                                                             | 0 – 2                                                                | Qatar                                                                | Gold Cup 2021 - 1º turno                                             | -                                                                    | 46’                                                                  |
| 30-7-2021                                                            | Austin                                                               | Qatar                                                                | 0 – 1                                                                | Stati Uniti                                                          | Gold Cup 2021 - Semifinale                                           | -                                                                    | 88’                                                                  |
| 1-9-2021                                                             | Debrecen                                                             | Qatar                                                                | 0 – 4                                                                | Serbia                                                               | Amichevole                                                           | -                                                                    | 61’                                                                  |
| 12-10-2021                                                           | Dublino                                                              | Irlanda                                                              | 4 – 0                                                                | Qatar                                                                | Amichevole                                                           | -                                                                    | 73’                                                                  |
| 11-11-2021                                                           | Belgrado                                                             | Serbia                                                               | 4 – 0                                                                | Qatar                                                                | Amichevole                                                           | -                                                                    | 46’ 58’                                                              |
| 14-11-2021                                                           | Baku                                                                 | Azerbaigian                                                          | 2 – 2                                                                | Qatar                                                                | Amichevole                                                           | -                                                                    | 36’ 46’                                                              |
| 6-12-2021                                                            | Al Khawr                                                             | Qatar                                                                | 3 – 0                                                                | Iraq                                                                 | Coppa araba FIFA 2021 - 1º turno                                     | -                                                                    | 60’                                                                  |
| 10-12-2021                                                           | Al Khawr                                                             | Qatar                                                                | 5 – 0                                                                | Emirati Arabi Uniti                                                  | Coppa araba FIFA 2021 - Quarti di finale                             | -                                                                    | 65’                                                                  |
| 18-12-2021                                                           | Doha                                                                 | Egitto                                                               | 0 – 0 dts (4 – 5 dtr)                                                | Qatar                                                                | Coppa araba FIFA 2021 - Finale 3º posto                              | -                                                                    | 119’                                                                 |
| 26-8-2022                                                            | Wiener Neustadt                                                      | Qatar                                                                | 1 – 1                                                                | Giamaica                                                             | Amichevole                                                           | -                                                                    | 71’                                                                  |
| 27-9-2022                                                            | Vienna                                                               | Qatar                                                                | 2 – 2                                                                | Cile                                                                 | Amichevole                                                           | -                                                                    | 89’                                                                  |
| 29-11-2022                                                           | Al Khawr                                                             | Paesi Bassi                                                          | 2 – 0                                                                | Qatar                                                                | Mondiali 2022 - 1º turno                                             | -                                                                    | 85’                                                                  |
| 7-1-2023                                                             | Basra                                                                | Kuwait                                                               | 0 – 2                                                                | Qatar                                                                | Coppa delle nazioni del Golfo 2023 - 1º turno                        | 1                                                                    | 76’                                                                  |
| 10-1-2023                                                            | Basra                                                                | Qatar                                                                | 1 – 2                                                                | Bahrein                                                              | Coppa delle nazioni del Golfo 2023 - 1º turno                        | 1                                                                    | 81’                                                                  |
| 13-1-2023                                                            | Basra                                                                | Qatar                                                                | 1 – 1                                                                | Emirati Arabi Uniti                                                  | Coppa delle nazioni del Golfo 2023 - 1º turno                        | -                                                                    | 16’                                                                  |
| 16-1-2023                                                            | Basra                                                                | Iraq                                                                 | 2 – 1                                                                | Qatar                                                                | Coppa delle nazioni del Golfo 2023 - Semifinale                      | -                                                                    | 17’                                                                  |
| 7-9-2023                                                             | Al Wakrah                                                            | Qatar                                                                | 1 – 2                                                                | Kenya                                                                | Amichevole                                                           | -                                                                    | 46’                                                                  |
| 12-9-2023                                                            | Al Wakrah                                                            | Qatar                                                                | 1 – 1                                                                | Russia                                                               | Amichevole                                                           | 1                                                                    | 46’                                                                  |
| 13-10-2023                                                           | Amman                                                                | Iraq                                                                 | 0 – 0                                                                | Qatar                                                                | Amichevole                                                           | -                                                                    | 69’                                                                  |
| 16-11-2023                                                           | Doha                                                                 | Qatar                                                                | 8 – 1                                                                | Afghanistan                                                          | Qual. Mondiali 2026                                                  | 1                                                                    | 61’                                                                  |
| 31-12-2023                                                           | Doha                                                                 | Qatar                                                                | 3 – 0                                                                | Cambogia                                                             | Amichevole                                                           | -                                                                    | 46’                                                                  |
| 5-1-2024                                                             | Doha                                                                 | Qatar                                                                | 1 – 2                                                                | Giordania                                                            | Amichevole                                                           | -                                                                    | 59’                                                                  |
| 12-1-2024                                                            | Al Khawr                                                             | Qatar                                                                | 3 – 0                                                                | Libano                                                               | Coppa d'Asia 2023 - 1º turno                                         | -                                                                    | 78’ 86’                                                              |
| 22-1-2024                                                            | Doha                                                                 | Qatar                                                                | 1 – 0                                                                | Cina                                                                 | Coppa d'Asia 2023 - 1º turno                                         | -                                                                    | 46’                                                                  |
| 20-3-2025                                                            | Doha                                                                 | Qatar                                                                | 5 – 1                                                                | Corea del Nord                                                       | Qual. Mondiali 2026                                                  | 1                                                                    | 62’                                                                  |
| 25-3-2025                                                            | Biškek                                                               | Kirghizistan                                                         | 3 – 1                                                                | Qatar                                                                | Qual. Mondiali 2026                                                  | -                                                                    | 90+2’                                                                |
| Totale                                                               |                                                                      | Presenze                                                             | 42                                                                   |                                                                      | Reti                                                                 | 5                                                                    |                                                                      |

## Palmarès

### Club

#### Competizioni nazionali
- Qatar Stars League: 1

Al-Rayyan: 2015-2016
- Qatar Crown Prince Cup: 1

Al-Rayyan: 2012
- Emir of Qatar Cup: 1

Al-Rayyan: 2013
- Sheikh Jassem Cup: 2

Al-Rayyan: 2012, 2013
- Qatar Stars Cup: 1

Al-Gharafa: 2018

### Nazionale
- Coppa d'Asia: 2

2019, 2023